# キャプ・ダグド

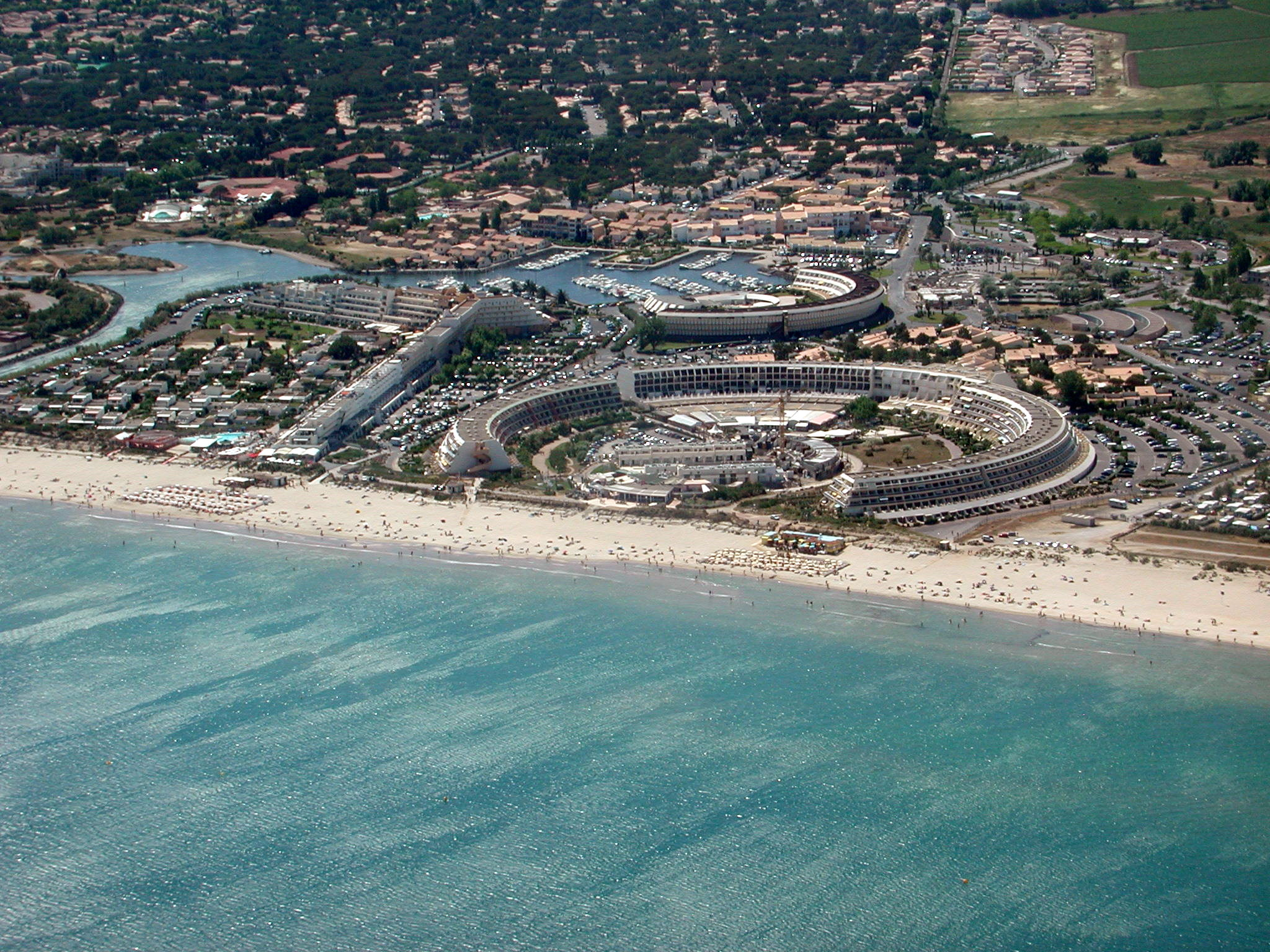
バグナス地区のナチュリスト・ヴィレッジ

キャプ・ダグド（仏: Le Cap d'Agde、フランス語発音: [kap daɡd]）はフランスのエロー県・アグドにある地中海に面する港・リゾート地。キャップ・ダグド、カプ・ダグドなどとも表記される。同地域はフランス史上最大の国営開発計画の1つとして、建築家ジョン・ル・クトゥールによって計画された。 1960年代には週末に地元の人々が通常使用する小さな家があるだけだったが、現在ではフランスの地中海で最大のレジャー港の1つとなっている。世界的に有名なヌーディズム地域である北東のバグナス地区の海水浴場は、キャンプ場のみならず、ホテル、レストラン、スーパーマーケットなどの施設が完備しており、ヌーディストリゾートとも呼ばれる。

## 歴史
キャプ・ダグドの地形は、広い砂浜を有する沼地で海から隔てられており、その中心にはリゾートの名前の由来となった岩の岬（La Grande Conque; グランド・コンキ）が突き出ていた。 海岸に建てられた家は当初はほんの数軒しかなかった。 1960年代に、フランス政府はラングドック・ルーションの観光地を開発することを決定し開発が進められた。 半公開会社であるSociétéd' Équipement du Biterrois et de son littoral（SEBLI）（ビテロワと海岸の設備会社）が、キャプ・ダグド駅の開発を担当し、同社のジャン・ミケルは、キャプ・ダグドの「父」と見なされている。1967年、マリーナを掘る作業が始まり、いくつかの建物が建てられ。港湾エリアには巨大な駐車場が作られた。当初は、コンベンション・センター周辺の市営サービスの建設のみが存在していたが、1975年にはラクレープのキャンプ場とモールに向かう一般道路がすでに存在していた。海辺の住居は1980年代に建てられることが計画され、港はサンマルタン港（Saint-Martin）で商業活動を開始した。建設は加速し続け、1970年に金属彫刻の中央の塔がランドマークとして置かれ、それまでのモジュラー構造からよりソリッドな構造での建築が進むと、袋小路だった町の外観が都会的に変化した。現在では、メイン広場の隣接する建物の下にはショッピングアーケードが作られている。

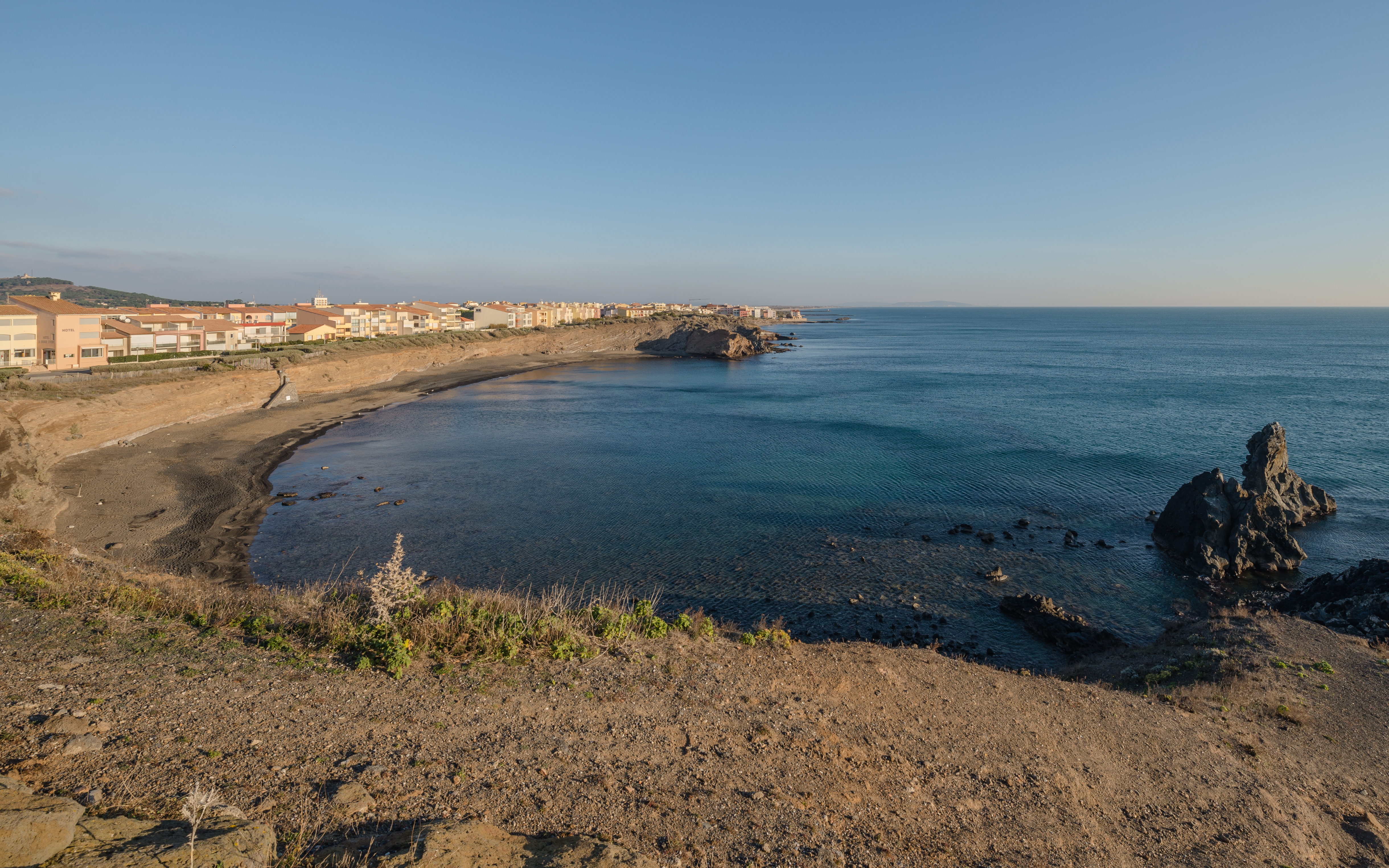
グランデ・コンキ側のビーチ

1970年以降に海辺の都市計画が進み、ボートを使った遊歩道からビーチへのアクセスも可能となった。1980年にビーチの端には救急センターやレストランが並ぶようになった。1987年、Muséedel'Éphèbe（エフェベ博物館）が、この地域の考古学的発掘（古代ローマ時代の別荘等が存在していた）を展示したフランス国内最初の水中考古学博物館として発足した。
港の中心で最大の島であるロワジール島には、遊園地、ナイトクラブが、港の東南部分には水族館が作られている。2014年にかつての地元の廃棄物受付センターがあった場所にゴルフコースが設置された。

## マリーナ
港のマリーナは約60ヶ所あり、17メートル（56フィート）の移動、大型ボートのための施設となっている。

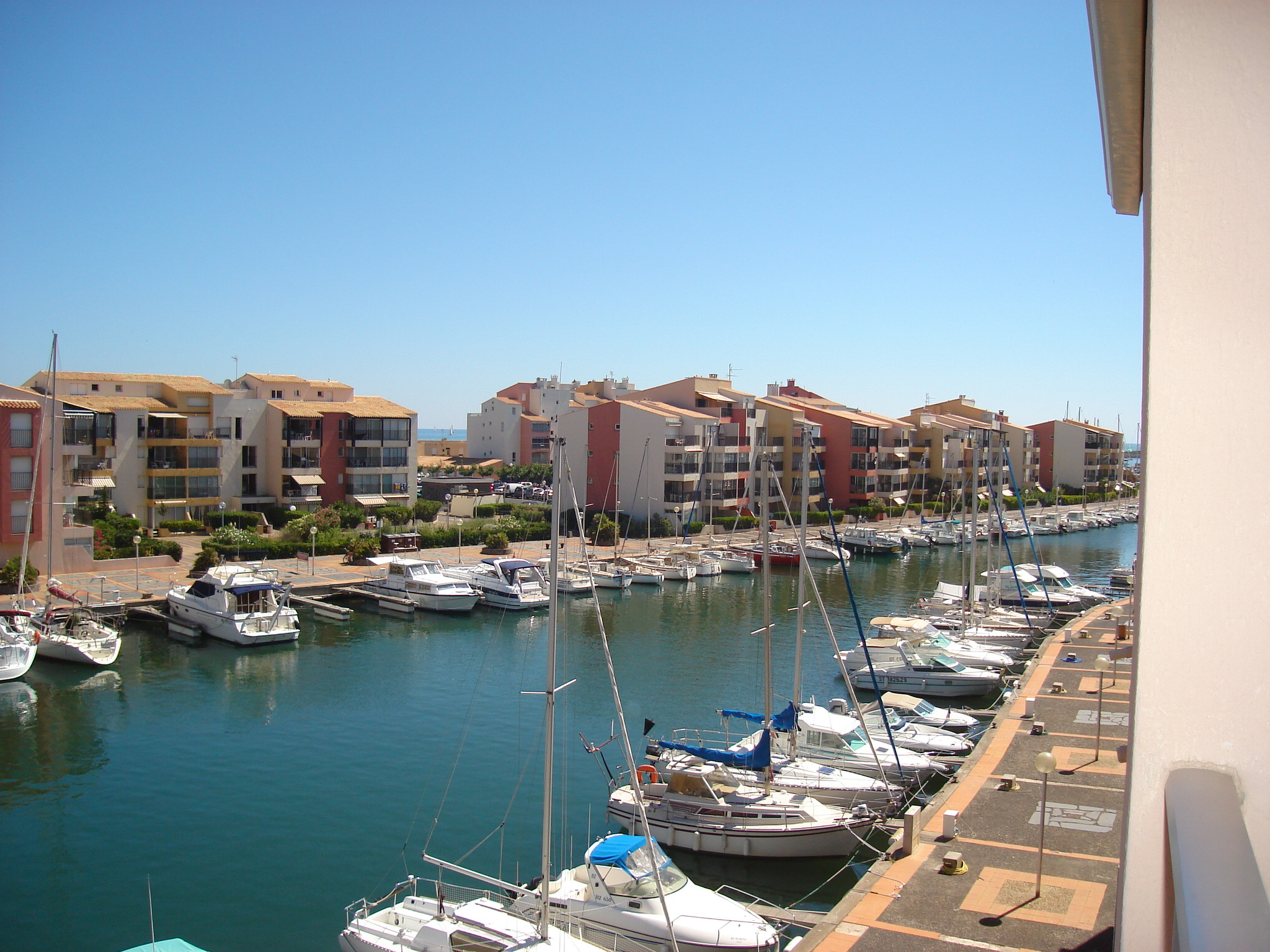
港部分

## ナチュリスト・ヴィレッジ
キャプ・ダグドの北東端には、この町の大きな特徴であるナチュリスト・ヴィレッジ（ヌーディスト・ヴィレッジも同意味であるが、社会的配慮もありナチュリスト・ヴィレッジと表記される事が一般的となっている）と呼ばれる大規模なファミリースタイルのリゾートがある。町は2 km（1マイル）のビーチ、大型マリーナ、2,500のキャンプ場、集合住宅、ホテル、ショップ、レストラン、ナイトクラブ、バー、郵便局、銀行、ATM（現金自動預け払い機）、コインランドリー、美容院を備えており、自己完結型の機能を備えた町となっている。毎年夏には世界中から多くのヌーディストが集まって来る。
「裸の街」と呼ばれるこの場所では、リゾート全体で一般的なようにヌードでの生活が合法となっている。ただし、夕方や寒い時期には、より多くの人が服を着ることもある（そのような時期でも露出度の高い服を着ることもある）。利用者のリゾート利用料金は地元の重要な観光税収入となっている。

## ヌーディストビーチ

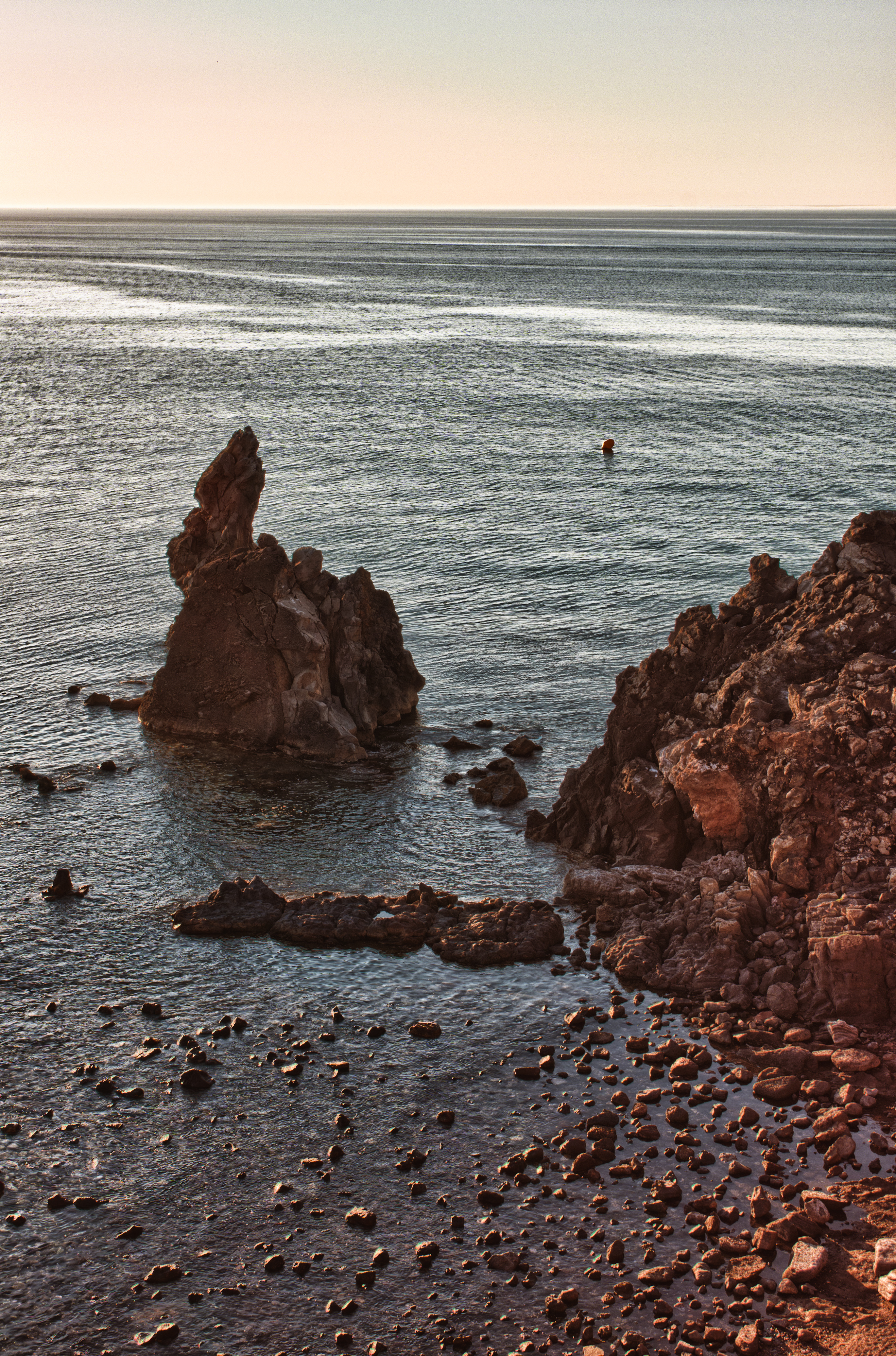
グランド・コンキの岬

ヌーディストビーチ（利用の際にはヌードが必須となる場所）の全長は約2 km（1マイル）、幅は約30 m（100フィート）を誇る。砂と水は良質で、水温は16から22°C（61から72°F）の間である。2つのセキュリティポストには警察と医療施設があり、ライフガードは、一日のほとんどの間、いくつかのステーションで勤務している。ヌードビーチの南端には6つのレストランがあり、北端に向かって利用できるレストランは1つだけとなっている。Cap d'Agdeはフランス内にあるが、ほとんどのサービススタッフは英語を話している。

## キャプ・ダグドでのヌーディストリゾートの歴史
キャプ・ダグドの長い砂浜に隣接する土地は、ビーチに隣接する砂丘の背後にあるオリーブの木立を耕作したオルトラ家によって長年所有されていた。第二次世界大戦後、オルトラ家の兄弟は、自分たちの土地にキャンプをする人々が増えていることに気づき、また利用者の多くは入浴や裸体の日光浴を好んでいた。そこで、オルトラ兄弟は土地でキャンパーのための取り決めを公式化し始め、後のキャラバンとキャンプリゾートであるオルトラクラブの創設につながった。するとキャンプは、特に若い家族の利用者の間でますます人気が高まることとなった。国別ではドイツ人とオランダ人の観光客が特に多かった。 
1970年代初頭、ジョルジュ・ポンピドゥー政府は、ラングドック・ルーションの海岸線の開発を計画していたが、当初、ヌーディストリゾートの策定については関与していなかった。オルトラ家兄弟の1人であるPaulは、Capd'Agdeにヌーディストリゾートの建設計画を含めるよう当局を説得すると、1973年、このビーチは正式にヌーディストビーチに指定された。それに伴い、新しいリゾートの規制も公布され、ヌーディスト村における覗き・注目を浴びる行動などは規制された。 

### 初期の開発
最初の開発では、ショップ、プールが併設されているポートネイチャー（Port Nature）とポートアンボンヌ（Port Ambonne）のアパートが建設された。その後、ヘリオポリス（Heliopolis）とポートヴィーナス（Port Venus）のアパートが建設され、ポートネイチャーは大幅に拡張された。アパートは売りに出され、所有者は自分で使用する必要がないときに賃貸を行うことができた。ナチュリスト・ヴィレッジは、シーズン中はアクセスが規制された管理区域になっており、入場するすべての人は規制について知らされ、それらを遵守することとされた。

### 1980年代
1980年代初頭までに、ナチュリスト・ヴィレッジは発展の限界に達しており、多くの店や商業施設は空室となり、売却またはリースの準備がされる状況となった。その後10年続くフランソワ・ミッテラン政権下でのフランス経済の冷え込みの影響を受けていたためである。しかし、ナチュリスト・ヴィレッジは利用の簡便さ・快適な雰囲気に定評があり、ヌーディストの間では人気のリゾート地であり続けた。国外別ではドイツ人の訪問者が非常に多く、郵便局には、ドイツに送る手紙・はがき用の指定郵便ポストが用意されていた。

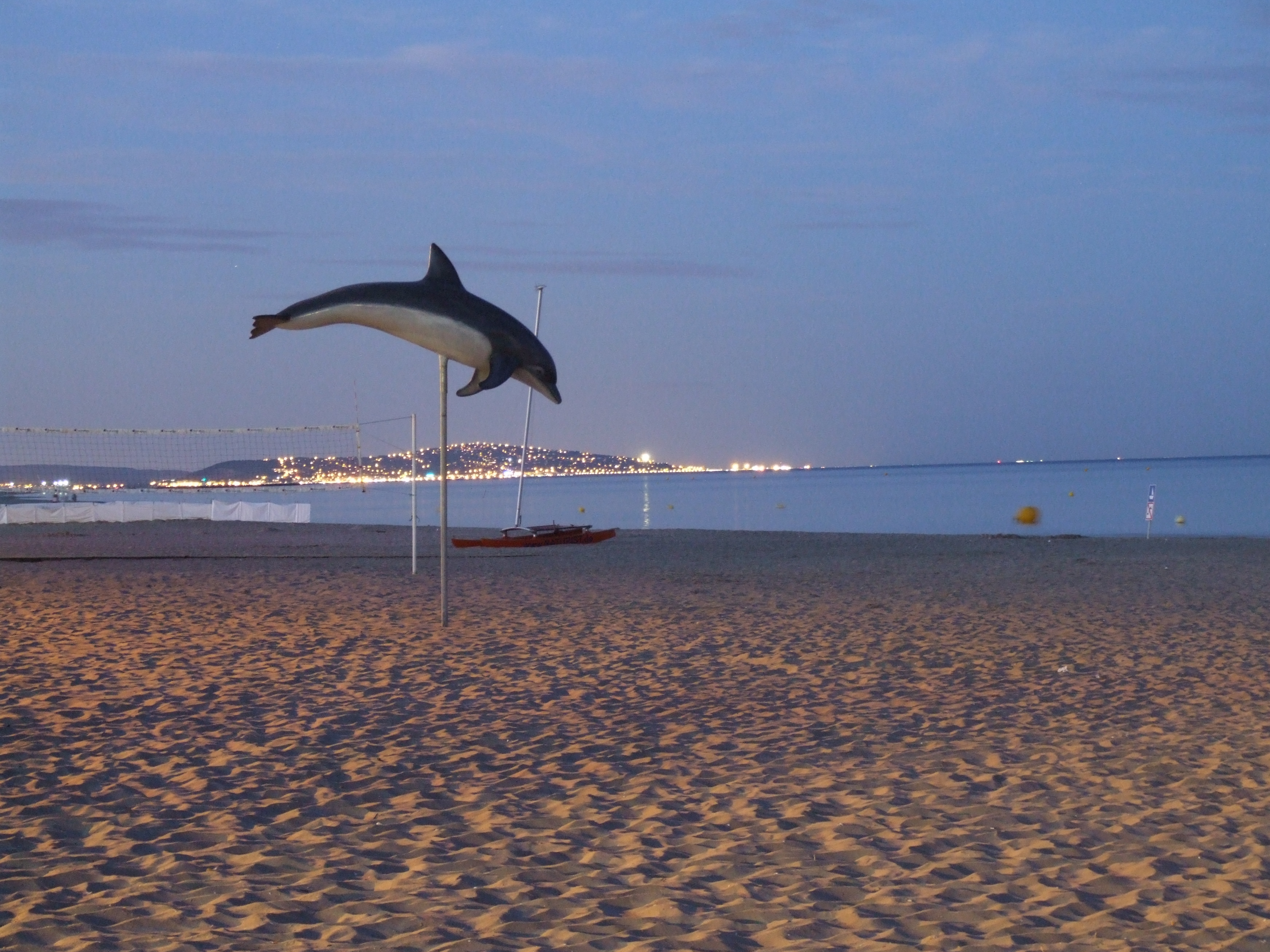
セートの町を背景にした夜のキャプ・ダグドのヌーディストビーチ

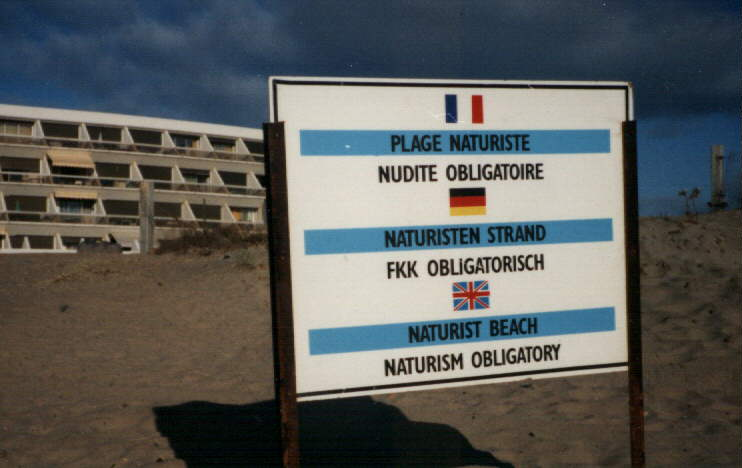
ビーチの看板

### 現在
近年のナチュリスト・ヴィレッジは、風俗店やスワッピング・クラブ（スウィンガー・クラブ、セックス・クラブ）があり、スワッピングやリベルタン（放蕩者）のホットスポットにもなりつつある。スウィンガーはヌーディストビーチでも行動するため、それを嫌った多くのヌーディスト観光客が目的地を別の家族向けヌーディストリゾートに変える事態が起きている。そのような事態を懸念し、現地自治体では写真撮影、挑発的な服の着用、下品なアイテムの展示を禁止する、ヌードを規範として要求するといった規則が設けられ、2008年には猥褻な行動に対して警告を発するビーチの看板が設置された。

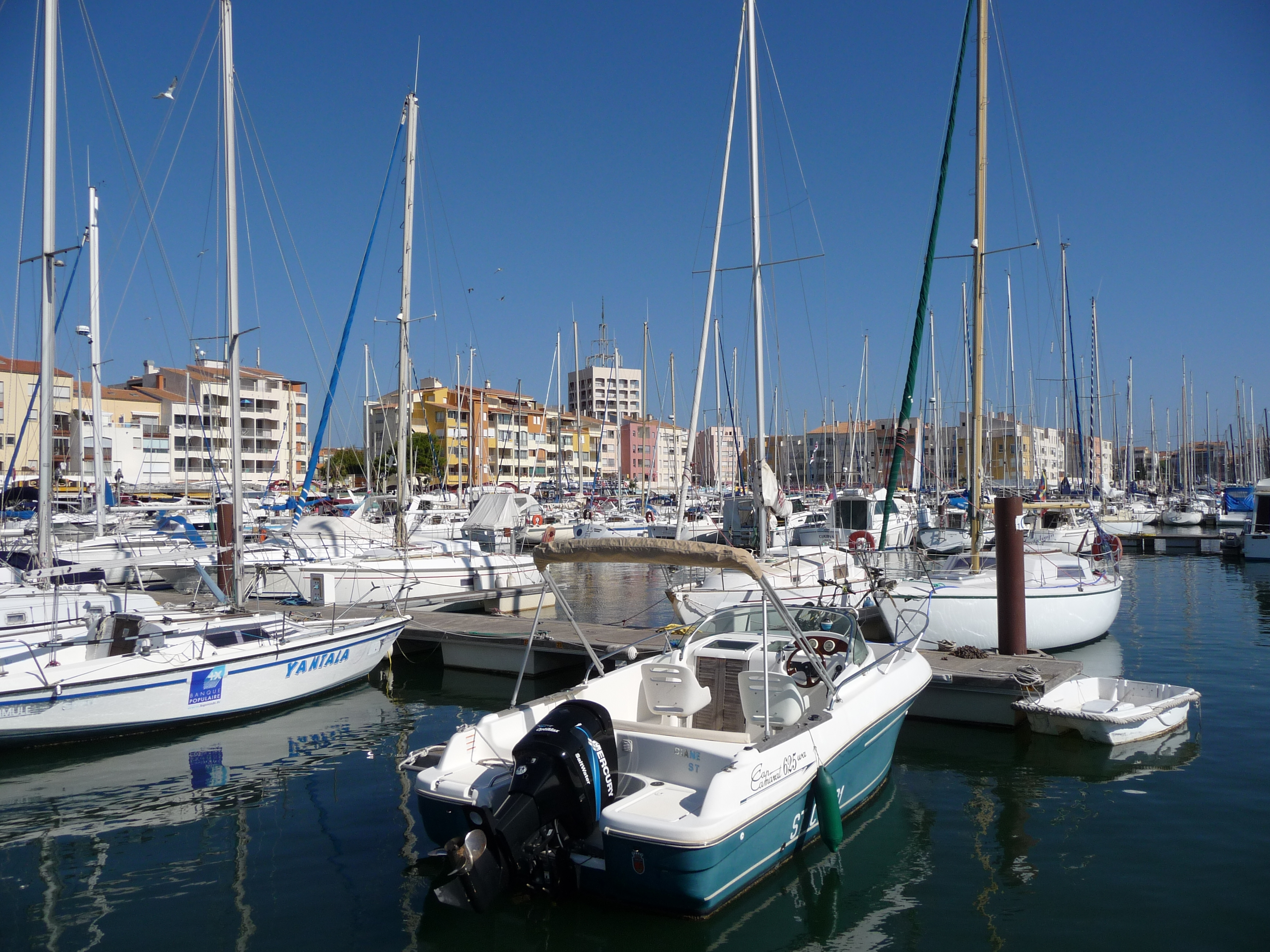
Port Richelieuのマリーナ

多くは一年の特定の時期にのみ営業しているクラブやショップやバーなどの小さな会場があり、ナイトライフはクラブや会場が中心になっている。 
2008年11月23日、3つのスウィンガークラブでの火災が発生した。英国の新聞サンデータイムズは、強硬派のヌーディストまたは「ヌーディストのムッラー」が、エチャンジストまたはリベルタンに反対するために起こした事件であることを示唆した。 
2009年、リゾートの元々の所有者オルトラ家の名前を冠したRené Oltra社は、ヌーディストをヌーディスト組織に所属させるために、キャンプ場や別荘やアパートへの訪問を要求している。しかし、キャップダグドはFédération Françaisede Naturisme（フランス自然主義連盟）によって公式に合意またはサポートされている地域ではない。
2009年12月、地方自治体は、村をほとんど交通のない場所に改修し、並木道や遊歩道、ビーチ沿いの高層遊歩道、ホテルを建設することを提案した。工事は2012年初頭に開始される予定で、その他の計画には、建物の改修や新しいファサードの建設が含まれていた。ナチュリスト・ヴィレッジは、他地域より経済的に裕福でない地域の雇用と収入を生み出しており、固定資産税と入場料を通じて地方自治体に収入をもたらす経済効果をもたらしている。 
2020年9月、新型コロナウイルスのパンデミック中に、村の外のステーションで、800人のヌーディストの30％にあたる約150人の集団感染（クラスター）が判明したと報告された。当時の状況では、パンデミックの際に利用者は大幅に減少したものの、村自体には10,000のキャンプ場ピッチと15,000のベッドがあり、人口密度は近くのモンペリエの7倍となっていた。